# Rafael Nuritdinov
Rafael Nuritdinov (Ferghana, 12 de junio de 1977) es un ciclista uzbeko que fue profesional de 2002 a 2005.

## Palmarés
2001
- Gran Premio Industria y Commercio Artigianato Carnaghese

2004
- 2.º en el Campeonato de Uzbekistán Contrarreloj
- Campeonato de Uzbekistán en Ruta

## Resultados en Grandes Vueltas y Campeonatos del Mundo
| Carrera              | Carrera              | 2002 | 2003 | 2004 | 2005  |
| -------------------- | -------------------- | ---- | ---- | ---- | ----- |
|                      | Giro de Italia       | —    | —    | —    | —     |
|                      | Tour de Francia      | —    | —    | —    | 147.º |
|                      | Vuelta a España      | —    | —    | —    | 120.º |
| Mundial en Ruta      | Mundial en Ruta      | —    | —    | —    | 89.º  |
| Mundial Contrarreloj | Mundial Contrarreloj | —    | —    | 45.º | —     |

—: no participa

Ab.: abandono